# 圆柱体

一个直圆柱

数学上，圆柱（cylinder，cylindrical column）或圆柱体，古稱圓堡壔、圓囷，是以一个圆为底面，上或下移动一定的距离，所经过的空间叫做圆柱体，包括直圆柱、斜圆柱。广义的圆柱，也包括椭圆柱（elliptic cylinder）。
圆柱是一个二次曲面，也就是说，一个三维曲面，满足以下直角坐标系中的方程：
{\displaystyle \left({\frac {x}{a}}\right)^{2}+\left({\frac {y}{b}}\right)^{2}=1}
这个方程是用于椭圆柱的，是对于普通圆柱（a=b）的一个推广。更一般的是柱体（column）——横截面可以是任何曲线。
圆柱是一个退化二次曲面，因为至少有一个坐标（这里就是z）不出现在方程中。在有些定义中，圆柱面根本不视为二次曲面。
在日常使用中，圆柱指一个直圆柱的有限段，其两端闭合形成圆形表面，如右图所示。若圆柱半径为r,长度为h，则它的体积为
{\displaystyle V=\pi r^{2}h\,}
九章算術記載的公式是：「周自相乘，以高乘之，十二而一。」
而它的表面积为
{\displaystyle A=2\pi r(r+h)\,}
对于给定的体积，最小表面积的圆柱满足h = 2r。对于给定的表面积，最大体积的圆柱也满足h = 2r。
也有几种不太常見的圆柱类型。这些是虚椭圆柱：
{\displaystyle \left({\frac {x}{a}}\right)^{2}+\left({\frac {y}{b}}\right)^{2}=-1}
和双曲柱面：
{\displaystyle \left({\frac {x}{a}}\right)^{2}-\left({\frac {y}{b}}\right)^{2}=1}
以及抛物柱面：
{\displaystyle x^{2}+2y=0\,}